# Palisadia rittneri
Palisadia rittneri is een slakkensoort uit de familie van de Eulimidae. De wetenschappelijke naam van de soort werd voor het eerst geldig gepubliceerd in 2017 door Mienis.